# La cerimonia (film)
La cerimonia (儀式?, Gishiki) è un film del 1971 diretto da Nagisa Ōshima.
Ricorrendo a una narrazione non lineare ricca di flashback e all'uso di diversi piani sequenza, la pellicola affronta il tema del conformismo e della xenofobia all'interno della società giapponese; il regista approfitta della rievocazione di alcune vicende che coinvolgono una famiglia giapponese per riflettere sulla difficoltà delle nuove generazioni, cresciute nel dopoguerra, a distaccarsi dal tradizionalismo degli avi.
Il film fu presentato alla Quinzaine des Réalisateurs del 24º Festival di Cannes.

## Trama
Durante i preparativi del funerale del nonno Kazoumi, odiato patriarca della potente famiglia Sakurada, Terumichi, da tempo ritiratosi in un'isola remota, annuncia a sua moglie Ritsuko ed al cugino Masuo via telegramma il suo imminente suicidio; i due decidono di intraprendere insieme il lungo viaggio che li condurrà sull'isola. Durante il tragitto, Masuo ripercorre le tappe salienti della storia della sua famiglia, attraverso la rievocazione di quattro importanti cerimonie che hanno sancito la decadenza dei Sakurada.
Nel 1946, dopo essere stato deportato in Manciuria, dove suo fratello maggiore aveva trovato la morte, Masuo insieme a sua madre fa ritorno a casa, in tempo per celebrare il primo anniversario della morte di suo padre, suicidatosi dopo la rinuncia all'immortalità dell'imperatore. Nel 1952 Masuo, in seguito alla morte di sua madre, decide di rinunciare al baseball, di cui è un promettente giocatore e si invaghisce della zia Setsuko. Nel 1956 vengono celebrate le nozze dello zio Isamu e, nel corso della nottata, Masuo si dichiara alla zia Setsuko, ma viene respinto. La mattina seguente, la donna viene trovata morta, infilzata da una spada, in quello che appare essere un suicidio. Nel 1961 viene celebrato, secondo la ferrea ed inattaccabile volontà del nonno, attaccato ancora alle antiche tradizioni, il surreale matrimonio di Masuo senza la presenza della fuggitiva sposa. Durante la cerimonia, il cugino Tadashi viene investito da un'auto; Masuo, sconvolto, si scaglia contro il nonno e dichiara il suo amore alla cugina Ritsuko, già impegnata però con Terumichi.
Giunti sull'isola, Masuo e Ritsuko, entrando nella capanna di Terumichi, scoprono che si è già suicidato ed ha lasciato una lettera con scritto: Uccidendomi, ho distrutto la famiglia Sakurada. Ritsuko decide di suicidarsi anche lei, non potendo vivere senza il marito, Masuo, addolorato per la sua decisione, si allontana dalla casa e, lungo la spiaggia, rivive un flashback di loro tre bambini in cui giocavano a baseball.

## Accoglienza

### Critica
- «È la summa del cinema di Oshima, nella limpida simmetria dei suoi ritorni all'indietro. Opera dominata dalla presenza della morte.» Commento del dizionario Morandini che assegna al film quattro stelle su cinque di giudizio.[3]
- «Il regista riprende il motivo della decadenza di una grande famiglia, dandone una versione ancora più allucinata e suggestiva.» Commento del dizionario Farinotti che assegna al film tre stelle su cinque di giudizio[4]